# Robert Pattinson
Robert Douglas Thomas Pattinson (Londen, 13 mei 1986) is een Brits acteur en muzikant. Dit laatste onder het pseudoniem Bobby Dupea. Pattinson begon zijn carrière in het theater en maakte in 2004 zijn filmdebuut. Hij kreeg meer aandacht toen hij de rol van Carlo Kannewasser kreeg in Harry Potter and the Goblet of Fire (2005). Hij is het bekendst van zijn rol "Edward Cullen" in de Twilight-boekenreeks die later (mede dankzij zijn hulp) een filmserie werd. Ook is hij bekend van zijn rol als Bruce Wayne alias Batman in The Batman uit 2022.

## Levensloop

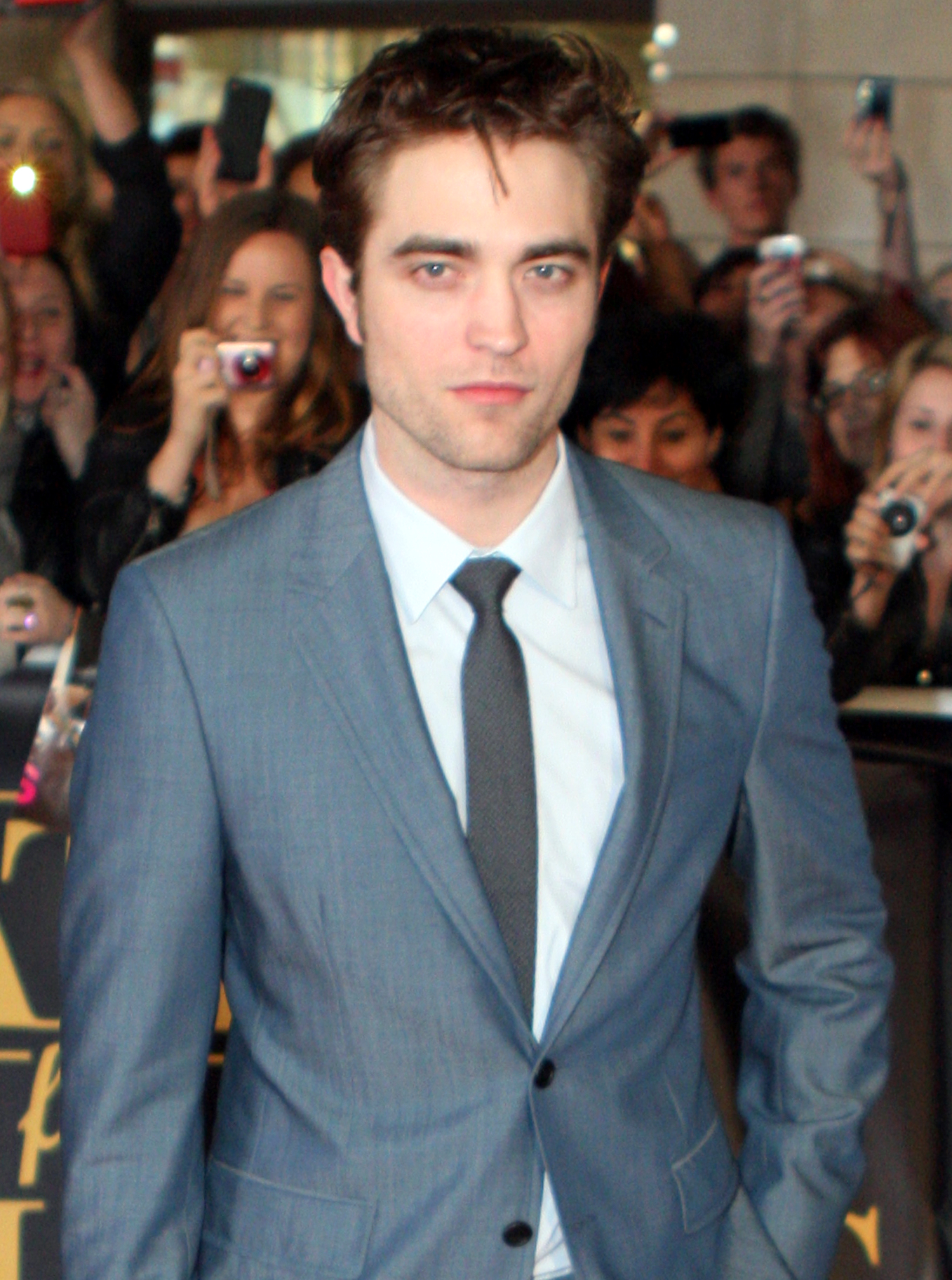
Robert Pattinson bij de première van Water for Elephants op 6 mei 2011

Pattinson werd geboren in een privéziekenhuis in Barnes in Engeland. Zijn moeder werkte bij een modellenbureau en zijn vader importeerde auto's uit de Verenigde Staten. Hij heeft twee oudere zussen, Lizzy en Victoria Pattinson; Lizzy is zangeres bij de band Aurora en Victoria werkt op een reclameafdeling. Pattinson kwam in aanraking met de filmwereld door de Barnes Theatre Company. Na wat backstage ervaringen nam hij enkele rollen aan, onder meer in een amateurversie van Macbeth in de Old Sorting Office Arts Centre, en ging hij op zoek naar professionele rollen.

### Carrière
Pattinson had wat bijrollen in de televisiefilm Ring of the Nibelungs in 2004 en in Vanity Fair, maar zijn scènes daarin werden later verwijderd en de film kwam alleen uit op dvd. In mei 2005 zou hij verschijnen bij de Engelse première van The Woman Before in de Royal Court Theatre, maar hij werd kort daarvoor ontslagen en vervangen door Tom Riley.
Later dat jaar speelde hij Carlo Kannewasser in Harry Potter en de Vuurbeker. Al snel werd hij dat jaar door Times Online benoemd tot British Star of Tomorrow, en hij werd tevens de opvolger van Jude Law genoemd.
Als model verscheen Pattinson in de advertentiecampagne voor Hacketts herfstcollectie van 2007, en hij speelde Edward Cullen in de film Twilight uit 2008, gebaseerd op Stephenie Meyers bestseller met dezelfde titel. Meer dan 3000 mensen hadden voor de film auditie gedaan. Volgens het Amerikaanse tijdschrift TV Guide was hij eerst nogal bezorgd geweest over zijn auditie voor de rol, omdat hij niet wist of hij de verwachte "perfectie" van zijn rol kon neerzetten.
Pattinson had ook een rol in de film Little Ashes uit 2008, waarin hij Salvador Dalí speelde. Hij had ook een grote rol in How to Be, een Britse komedie, en in de korte film The Summer House.
Begin augustus 2009 werd Pattinson door het blad Glamour uitverkozen tot "meest sexy man ter wereld". Hij was Brad Pitt en Johnny Depp voor.
Op 26 mei 2010 won Pattinson de National Movie Award for Best Peformance of the Year.
Op 6 juni 2010 won Pattinson de MTV Movie Award voor beste mannelijke acteur, beste wereldster en beste kus (samen met Kristen Stewart). Hij kreeg ook een prijs voor beste dramafilm met Water for Elephants bij de People Choice Awards.

## Filmografie
- Bibsys: 9031023
- Biblioteca Nacional de España: XX4836387
- Bibliothèque nationale de France: cb15968803t (data)
- Catàleg d'autoritats de noms i títols de Catalunya: 981058614951806706
- Gemeinsame Normdatei: 137014864
- International Standard Name Identifier: 0000 0001 2133 3240
- Library of Congress Control Number: no2008168470
- Nationale Bibliotheek van Letland: 000148982
- MusicBrainz: 28f87490-205b-4187-970b-cd48881f5225
- Bibliotheek van het Japanse parlement: 01191587
- Nationale Bibliotheek van Tsjechië: xx0098726
- Nationale Bibliotheek van Israël: 987007455035305171
- Nationale Bibliotheek van Polen: a0000002388497
- Nederlandse Thesaurus van Auteursnamen: 315907061
- Istituto Centrale per il Catalogo Unico: RAVV626895
- Système universitaire de documentation: 135994071
- Virtual International Authority File: 53976712
- WorldCat: E39PBJcgwC7FH6dVM9VQbtdPcP